# Slag bij Nieuwpoort (televisieprogramma)
Slag bij Nieuwpoort is een televisieprogramma van de AVRO geproduceerd door Endemol. Het eerste seizoen werd in 2009 uitgezonden. Presentator is Frits Sissing.

## Concept
In deze cultuur- en geschiedenisquiz strijden twee kandidaten tegen elkaar om een geldbedrag dat kan oplopen tot 8000 euro.